# Bradley McGee
Bradley John McGee (ur. 24 lutego 1976 w Sydney) – australijski kolarz szosowy i torowy.
Zaczął brać udział w wyścigach kolarskich, mając 10 lat. Największe sukcesy jako amator odniósł na mistrzostwach świata juniorów w 1994 zdobywając 2 złote medale. Od roku 1998 do 2007 ścigał się dla francuskiej drużyny La Française des Jeux. McGee jest zaliczany do kolarzy wszechstronnych, specjalizuje się jednak w sprincie. Wcześniej uprawiał kolarstwo torowe, co powoduje, że jego silną stroną jest również jazda indywidualna na czas. Wygrał prolog na Tour de France 2003 i jeszcze przez 2 dni nosił żółtą koszulkę lidera. Również podczas Giro d’Italia 2004 wygrał prolog i tak samo zakładał koszulkę lidera przez kolejne dwa dni.

## Sukcesy na Olimpiadach
W roku 1996 podczas Olimpiady w Atlancie zdobył dwa brązowe medale (w indywidualnym i drużynowym wyścigu na dochodzenie. Podczas Olimpiady w 2000 roku w Sydney również zdobył brązowy medal w indywidualnym wyścigu na dochodzenie. Na kolejnej olimpiadzie w Atenach zdobył srebro w wyścigu indywidualnym na dochodzenie na 4000 m oraz złoto z drużyną w tej samej konkurencji.

## Mistrzostwa Świata
W swoim dorobku posiada także tytuły mistrza świata na torze. W drużynowym wyścigu na dochodzenie wspólnie ze Stuartem O’Gradym, Rodneyem McGee i Timem O’Shannesseyem zwyciężył podczas mistrzostw świata w Bogocie w 1995 roku, a indywidualnie był najlepszy na mistrzostwach świata w Kopenhadze w roku 2002. Ponadto wraz z Graeme'em Brownem, Markiem Jamiesonem i Lukiem Robertsem zdobył brązowy medal na mistrzostwach świata w Manchesterze w 2008 roku.

## Inne wygrane
Również na Igrzyskach Wspólnoty Narodów McGee odnosił sukcesy. Już w 1994 zdobył złoty medal w wyścigach na dochodzenie (indywidualnie i w drużynie), powtórzył ten wyczyn w roku 1998, a w roku 2002 zdobył złoto indywidualnie.
W roku 2004 udało mu się wygrać cały wyścig Route du Sud. W kolejnym roku wygrał klasyfikację punktową podczas Tour de Suisse i przez cztery dni nosił złotą koszulkę lidera Vuelta a España 2005. Jako specjalista od prologów potwierdził swoje umiejętności podczas Critérium du Dauphiné Libéré 2002 i Tour de Romandie 2004.

## Zwycięstwa etapowe
- Midi Libre 2001
- Route du Sud 2001
- Tour de France 2002
- Tour de Suisse 2003
- Route du Sud 2004
- Tour de Suisse 2005